# Lotus 1-2-3
Lotus 1-2-3 — табличный процессор, разработанный компанией Lotus Software. Программа получила название «1-2-3», так как состояла из трёх элементов: таблиц, графиков и основных функциональных возможностей базы данных.

## История
Lotus 1-2-3 представлен 26 января 1983 года и в течение первого года объём её продаж превзошёл самую популярную до этого программу-таблицу VisiCalc. В последующие годы Lotus 1-2-3 была наиболее используемой программой электронных таблиц для IBM PC. Её популярность во многом обеспечивалась отказоустойчивостью и высокой скоростью работы (при написании программы широко использован язык ассемблера, а вывод на экран реализован непосредственной записью в видеопамять, без использования сравнительно медленных вызовов BIOS’а).
В 1995 году компанию Lotus приобрела компания IBM, после чего Lotus 1-2-3 развивался как часть офисного пакета Lotus Smart Suite.
Постепенно программу вытеснило с рынка приложение Microsoft Excel.
Знаменитую ошибку Lotus 1-2-3 — 1900 год считается високосным — Excel повторил для совместимости. Есть она и в современных версиях программы.
Кроме MS-DOS, Lotus 1-2-3 поддерживается OS/2, Win16/Win32 (Windows 9x/NT), DeskMate, SunOS / Solaris, OpenVMS, HP Palmtop, Apple Macintosh и Linux.